# 鴨脷洲邨巴士總站
鴨脷洲邨巴士總站（英語：Ap Lei Chau Estate Bus Terminus）是位於香港南區鴨脷洲邨利澤樓、利福樓中間，巴士總站的出入口設於鴨脷洲橋道，而巴士站線路也因路線不斷增加而不敷應用。

## 歷史
- 1980年5月1日：因鴨脷洲邨入伙，中巴95線投入服務，而當時的巴士總站位置與現時相若。
- 1994年8月16日：鴨脷洲橋道發生山泥傾瀉，所有鴨脷洲西面的交通被迫暫停。
- 2011年11月16日：配合港鐵南港島綫（東段）建造工程，城巴95C線及A10線的總站由此臨時遷往美康閣巴士總站[1][2]。
- 2013年2月2日：城巴95C線及城巴A10線的總站遷回鴨脷洲邨巴士總站[3]。
- 2016年4月25日：城巴A10線的總站遷往鴨脷洲（利樂街）巴士總站。

### 中巴的天下
自1989年中華巴士罷工後，中巴聲望大跌，及後城巴於1990年代初加入港島戰團，中巴一直勢力一直走下坡。在1980年代，中巴一向於鴨脷洲以高客量營運。1990年代，城巴一直以各種措施「打殘」中巴。

### 危在旦夕
中巴的其中26條線於1993年由城巴接手，中巴所有高客量的鴨脷洲路線都給城巴「漁人得利」，中巴已經開始病入膏肓。所有最賺錢的鴨脷洲邨巴士總站及利東邨巴士總站的路線都給予城巴。

### 2005年鴨脷洲巴士路線重組
- 於2005年的巴士路線重組，影響鴨脷洲邨的巴士路線：
  - 城巴90線：改為海怡半島～香港仔隧道～中環～薄扶林～海怡半島
  - 城巴90B線：改為海怡半島～薄扶林～中環～香港仔隧道～海怡半島
  - 取消新巴95線的服務，以城巴95C線代替，但95C線於計劃中沒有繞經石排灣邨。
- 以上所有計劃由於鴨脷洲邨和上環區居民反對而擱置。
  - 新巴91線：於09:30後繞經利東邨。
  - 新巴94線：只在09:30前服務。
- 只有91和94線計劃重組成功。

## 總站路線資料（巴士）

### 城巴90線
- 鴨脷洲邨 ↔ 中環（交易廣場）（經香港仔隧道）

始於中巴90M線，為八十年代初的鴨脷洲來往市區的主要交通工具。及後於1982年3月15日，香港仔隧道通車時改經香港仔隧道。於1987年4月13日延長至中環（交易廣場）。於1993年城巴給予接手。

### 城巴91線
- 鴨脷洲邨 ↔ 中環碼頭（經薄扶林道）

於1982年11月16日開始服務，當時是往西營盤的路線。於1995年才延至中環。於1998年給予新巴接手。至於新巴91A線為91線的區間車。

### 城巴91A線
- 鴨脷洲邨 ↔ 華富（南）

為91線的區間車，提供鴨脷洲來往香港仔及華富的巴士服務，於1986年9月14日起投入服務。2010年7月15日起改為祇於上課日星期一至五早上提供服務。

### 城巴93線
- 鴨脷洲邨 → 羅便臣道

於1985年4月1日開始服務，只在上課日早上繁忙時間服務，1998年給予新巴接手。

### 城巴95C線（部份時段）
- 鴨脷洲邨/鴨脷洲（利南道工業區） ↺ 置富花園
- 平日0500－0540：鴨脷洲邨 ↺ 香港仔（洛陽街）
- 平日0555－0615：鴨脷洲邨 → 置富花園 → 鴨脷洲（利南道工業區）
- 平日0630－1907：鴨脷洲（利南道工業區） ↺ 置富花園
- 平日1927－2027：鴨脷洲（利南道工業區） → 置富花園 → 鴨脷洲邨
- 平日2045－0000、星期日及公眾假期全日：鴨脷洲邨 ↺ 置富花園

1997年5月5日投入服務，來往鴨脷洲邨及置富花園的巴士路線，途經海怡半島、香港仔，是置富花園唯一一條區內路線。到了2024年4月7日，取消城巴95線，此線隨即平日早上至黃昏延長至利南道工業區，及衍生五條不同的行車路線，其中四條由此站始發或以此站為終站。

### 城巴95P線
- 田灣 → 鴨脷洲邨

95C號線的特別班次，提供田灣及香港仔開往利東、海怡半島及鴨脷洲邨的巴士服務，於2002年5月6日起投入服務，於上課日下午提供服務。

### 過海隧道巴士N171線
- 鴨脷洲邨 ↔ 荔枝角

提供鴨脷洲邨、利東及黃竹坑來往九龍區的通宵巴士服務，於1997年4月1日起投入服務。

## 總站路線資料（專線小巴）

### 香港島專線小巴27A線
- 香港仔（西安街）↺鴨脷洲邨

2018年1月28日投入服務。

### 香港島專線小巴29線
- 鴨脷洲邨 ↺ 深灣

1980年5月投入服務。

### 香港島專線小巴29A線
- 鴨脷洲邨 ↔ 海洋公園（大樹灣）

1984年開始服務。

### 香港島專線小巴29X線
- Template:HK MiniBus Route HK Show:29X

### 香港島專線小巴37線
- 鴨脷洲（平瀾街） ↺ 利東邨／鴨脷洲邨

37線於1988年投入服務，及後於1998年分拆成37線和37A線，至2018年37A線永久停辦。

## 途經路線資料

### 城巴91線
- 海怡半島（美康閣） → 中環碼頭

### 城巴93線
- 海怡半島美康閣 → 羅便臣道

### 城巴95C線
- 鴨脷洲邨/鴨脷洲（利南道工業區） ↺ 置富花園

### 城巴595線
- 海怡半島 ↺ 石排灣邨

### 香港島專線小巴N27線
- 鴨脷洲（惠風街） ↔ 香港仔（西安街）

## 車坑分佈
| 車坑分佈（以入口最左邊起計） | 車坑分佈（以入口最左邊起計） | 車坑分佈（以入口最左邊起計）                                         |
| 車坑編號                     | 車坑數目                     | 路線                                                                 |
| ---------------------------- | ---------------------------- | -------------------------------------------------------------------- |
| 1                            | 單坑                         | 城巴95C、595線                                                       |
| 2                            | 單坑                         | 城巴91A、93線                                                        |
| 3                            | 單坑                         | 城巴91線                                                             |
| 4                            | 單坑                         | 城巴95C線（總站）                                                    |
| 5                            | 雙坑                         | 城巴90線 過海隧道巴士N171線                                          |
| 6                            | 單坑                         | 的士站                                                               |
| 7                            | 公眾上落客區                 | 專綫小巴27A、29、29A線 新海怡廣場穿梭巴士 大昌行汽車服務中心穿梭巴士 |
| 8                            | 出口                         | 專線小巴63線 城巴90B、592、N90線 過海隧道巴士671、A10、NA10、X970線  |

- 有紅字班次為雙向途經。

## 利用狀況
因為巴士總站的巴士路線較便宜（90線，比590線便宜HK$2.10），所以90線較多人使用，而其他路線的班次較疏落；但由於鴨脷洲區人口不斷增加，來往銅鑼灣區之路線已呈現於未來數年合併的可能。

## 外部連結
- 鴨脷洲邨巴士總站 （页面存档备份，存于），城巴／新巴
- 九巴 （页面存档备份，存于）